# Jacobina Felice
Jacobina Felice, também conhecida como Jacobina Felice de Almania, nasceu em Florença na Itália, por volta de 1280 e exerceu medicina em Paris no inicio do século XIV. Em 1322, foi acusada de praticar medicina ilegalmente e levada a tribunal, pelo reitor da Faculdade de Medicina de Paris. 

## Carreira
Ao referir-se a ela própria como nobilis mulier domino, Jacobina, indicava que era de uma classe social alta. 
Embora defendesse que uma mulher devia examinada por outra porque era impróprio um homem apalpar os seios e o abdómen das mulheres e tenha usado este argumento na sua defesa no seu julgamento, ela tratava homens e mulheres sem fazer distinção. 
Os tratamentos que prescrevia tinham a reputação de serem bem sucedidos, os doentes iam ter com ela com o mais variado tipo de maleitas desde febre a paralisias. A maioria das vezes faziam-no, quando os tratamentos prescritos por outros médicos falhavam ou quando estes os consideravam incuráveis recusavam-se a tratá-los. 
Embora não se tenha formado numa universidade, por as mulheres estarem proibidas de o fazer e consequentemente tenha aprendido a ser médica em aulas privadas e por conta própria, Jacobina utilizava nas suas consultas as mesmas técnicas e métodos que os médicos com formação académica. Nas suas consultas ela examinava a urina, apalpava o corpo do paciente, sentia o pulso, passava receitas, entre outros métodos de diagnóstico e tratamento,  o que somado ao facto de ela só cobrar o tratamento caso o doente se curasse, levou a que ganhasse a animosidade  dos médicos licenciados e dos representantes da igreja.

## Julgamento
Em 1322, Jacobina Félicie foi processada e levada a tribunal pela Faculdade de Medicina da Universidade de Paris que a acusava de praticar medicina sem  licença para tal. Foi julgada juntamente com dois homens e três mulheres. 
Foi acusada de visitar os doentes e de utilizar métodos e técnicas como sentir a pulsação, examinar a urina, tocar no corpo, ou seja, de recorrer a procedimentos ensinados na universidade sem licença; de passar receitas, de acordar ser paga pelo serviço se o tratamento resultasse; de exercer medicina sem ter uma formação académica numa universidade autorizada, entre outras acusações.
Durante o julgamento, foram ouvidas oito testemunhas, apenas uma não era sua paciente, que testemunharam a seu favor embora tenham sido chamadas pela acusação. Disseram que ela era uma médica e uma cirurgiã melhor que muitos dos médicos formados na universidade. Também testemunharam que ela só cobrava os seus tratamentos quando estes levavam à cura, se por um lado isto jogava a favor da sua reputação enquanto médica, surtiu o efeito contrário no julgamento. 
A acusação assentou todo o caso no facto de ela não ter tido uma formação formal numa universidade e embora a defesa tenha argumentado que mesmo sem ter frequentado a universidade e sem ter licença, ela havia salvo várias vidas, não foi feito qualquer esforço para testar o seu conhecimento em medicina.
Apesar dos testemunhos de que ela era capaz de curar pessoas que outros médicos, muitos deles com formação académica, desistiam de curar ou recusavam tratar por os considerarem incuráveis, o tribunal concluiu que era óbvio que um homem devido ao seu género percebia muito mais de medicina que uma mulher. Para isto contribuiu o testemunho de Jean de Pádua que alerta que praticar medicina sem licença é perigoso mas que ao sê-lo feito por uma mulher o risco é ainda maior. Para além disto, tiveram em conta o facto de que se as mulheres estavam na altura proibidas de praticarem advocacia também não deviam exercer medicina.  
No final do julgamento, foi considerada culpada, proibida de ser médica e ameaçada com a excomunhão se fosse apanhada a praticar medicina novamente, teve também de pagar uma multa de 60 libras parisienses. Não se sabe se ela continuou a exercer depois do julgamento ou não.  